# Haanina adusta
Haanina adusta är en kackerlacksart som först beskrevs av Walker, F. 1869.  Haanina adusta ingår i släktet Haanina och familjen jättekackerlackor. Inga underarter finns listade i Catalogue of Life.